# Монастырь Таргманчац (Нюргют)
Монастырь Таргманчац (Монастырь Святых Переводчиков, арм. Թարգմանչաց վանք; известный также как арм. Նոր Գյուտ, Нор Гют) — ныне утраченный армянский монастырь, основанный в 1662 году и располагавшийся в селе Нургут (арм. Норакерт) Ордубадского района Нахичеванской Автономной Республики Азербайджана. Был полностью разрушен к 15 июня 2006 года, что запечатлено на спутниковом снимке QuickBird-2.

## Название
Монастырь назван в честь Святых переводчиков — Месропа Маштоца, Саака Партева и других авторов первого перевода Библии на армянский язык.

## История
Главная церковь монастыря Таргманчац в значительной степени сохранилась, когда историк Аргам Айвазян задокументировал её в ходе своих полевых работ 1964—1987 годов, с лишь незначительными повреждениями южной крыши и крыш ризниц.
Монастырь отчётливо виден на спутниковом снимке KH-9 Hexagon от 29 июля 1973 года.
Исходя из спутниковых снимков KH-9 Hexagon и QuickBird-2, проанализированных исследовательской группой Caucasus Heritage Watch, монастырь был полностью разрушен к 15 июня 2006 года.

## Устройство монастыря
Главная церковь монастыря представляет собой базилику с нефом, двумя приделами, апсидой и двумя ризницами. Она была построена из базальта и колотых полуобработанных камней. Единственный вход располагался в левой части. В XVII веке она реставрировалась.